# Ahmed Sidibé
Ahmed Sidibé (Nouakchott, 25 dicembre 1974) è un ex calciatore mauritano, di ruolo attaccante.